# 乔瓦尼·普雷齐奥西
乔瓦尼·普雷齐奥西（義大利語：Giovanni Preziosi，1881年10月24日—1945年4月26日）是一位意大利法西斯主义政治人物。
普雷齐奥西在完成学业后成为一名教士，在于1911年被免去圣职后，他依然信仰天主教。之后，他投身新闻业，创办了面向意大利移民群体的杂志《意大利人的海外生活》（Vita Italiana all'estero）。之后，他又创办期刊《意大利生活》（La Vita Italiana），该刊物在第一次世界大战前夕对犹太人发表严厉批判。很快，他就参与意大利法西斯主義政界，最终加入贝尼托·墨索里尼的国家法西斯党，参与了向罗马进军示威活动。
普雷齐奥西起初并非反犹太主义者。在意大利因参与一战而遭受损失后，他开始将很多国家弊端都归咎于犹太人。他声称，犹太人全都胸怀二心，錫安主義势力也在增长，犹太人因此在种族和文化上都不可能完全認同意大利，他也认定犹太人是共产主义、共济会、资本主义以及民主主义的幕后主使。
普雷齐奥西也谴责纳粹主义，称其狭隘、排他，对欧洲的赤化负有责任。他在生涯早年曾表现出强烈的反德倾向，曾在1916年出版著作《德国征服意大利》（Germania alla conquista dell'Italia）。他从1933年起改变态度，开始支持意大利与納粹德國密切合作，偶尔还会批判意大利法西斯主义势力，称其不重视犹太人的罪行。
1942年，普雷齐奥西被任命为部长。在意大利社会共和国成立后，普雷齐奥西先搬到德国，担任希特勒的意大利事务顾问。
普雷齐奥西于1944年3月回到意大利，领导“人种总监察局”（Ispettorato Generale della Razza）。在此期間，他繼續打击犹太人以及試圖灭绝犹太人。
1945年4月26日，普雷齐奥西逃脱義大利抵抗運動游击队的抓捕，之后与妻子徒步逃到米蘭，之后躲藏在朋友家中。次日，人们发现夫妇二人已经从四楼窗户跃下，坠楼身亡。普雷齐奥西在诀别信中写道：“我一生致力于振兴祖国。我追随墨索里尼是因为我在他身上看到了能领导祖国走向强大的潜力。今日，在一切崩塌之时，我能做的只有自裁。曾与我一同斗争，一同怀抱希望的妻子也随我而去。终有一日，我们的儿子会以我们的举动为傲。”